# جیمز مک‌کارتی
جیمز پاتریک مک‌کارتی (انگلیسی: James Patrick McCarthy؛ زادهٔ ۱۲ نوامبر ۱۹۹۰) بازیکن فوتبال اهل ایرلند است که در پست هافبک برای کریستال پالاس در لیگ برتر فوتبال انگلستان بازی می‌کند.
از باشگاه‌هایی که در آن بازی کرده‌است می‌توان به همیلتون آکادمیکال، ویگان اتلتیک و اورتون اشاره کرد.